# Le Bazar de la Charité (série télévisée)
Ne doit pas être confondu avec Bazar de la Charité.
Production
Diffusion
Le Bazar de la Charité est une mini-série historique franco-belge en huit épisodes de 52 minutes, créée par Catherine Ramberg, réalisée par Alexandre Laurent et diffusée pour la première fois à partir du 10 novembre 2019 en Suisse romande sur RTS Un. Elle s’inspire d'un fait réel : l'incendie du Bazar de la Charité survenu en 1897 à Paris.
Elle est également diffusée le 14 novembre 2019 en Belgique sur la RTBF et le 18 novembre 2019 en France sur TF1. Elle est également diffusée mondialement par Netflix, depuis le 26 décembre 2019.
Cette fiction est une coproduction de Quad Télévision, TF1 Productions, Netflix, AT-Production et la RTBF, avec le soutien de la région Île-de-France,,.

## Synopsis
Paris, 4 mai 1897. Dans une demeure, Adrienne de Lenverpré (Audrey Fleurot) aide sa fille Camille à chercher son cochon d'Inde échappé de sa cage. Une bonne s’approche de Madame, lui disant que son mari a besoin de la voir. Adrienne descend le rejoindre. Ce dernier, Marc-Antoine de Lenverpré (Gilbert Melki), candidat à la présidence du Sénat, quitte le piano, fumant un cigare, ferme la porte et la gifle violemment. Elle tombe sur le sol. Furieux et jaloux, il n’a pas apprécié ce qu’elle a fait dans son dos, car madame veut secrètement divorcer, et croit qu’elle a un autre homme. Ils se disputent. Elle ne l’aime plus, dit-elle. Il lui rappelle qu’elle lui appartient jusqu'à la fin de sa vie, avant de la pousser vers la fenêtre par laquelle elle voit leur bonne faire monter leur fille dans la voiture hippomobile en route pour le pensionnat à l’étranger. Madame hurle de rage et, en vain, tente de courir vers elle : les portes sont fermées. Pour revoir Camille, Madame doit se ressaisir tout en allant au Bazar de la Charité, comme elle l'avait prévu. « Ce sera bon pour ma campagne électorale. C’est la plus grosse vente de charité. Tu es la femme du prochain président du Sénat », lui rappelle-t-il en lui tendant un bon paquet d’argent. Ils partent donc au Bazar de la Charité, avec le cocher.
Pendant ce temps, en pleine rue Jean-Goujon où se trouve le Bazar de la Charité, Jean Rivière (Aurélien Wiik), un autre jeune cocher, s’y arrête et fait descendre élégamment Alice de Jeansin (Camille Lou), fille du Président d'honneur du bazar, et sa bonne, Rose Rivière (Julie de Bona) qui est l’épouse du cocher. À l’intérieur du bazar, dans la pièce du cinématographe Alice se heurte à Victor Minville (Victor Meutelet), un voyou charismatique, qui, après une brève dispute, lui rend sa montre volée à l’instant. Dégoûtée, elle part.
Adrienne de Lenverpré, toujours dans le véhicule avec son mari, achète le journal La Chouette d’un enfant à qui elle tend de l’argent, ainsi qu’un petit mot caché : « Rendez-vous à 19h15 devant le Bazar ».

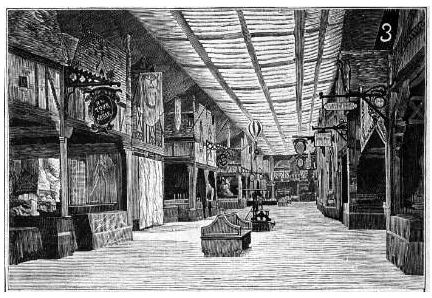
Le Bazar de la Charité avant l'incendie.

Dans le Bazar, Alice rencontre Odette de la Trémoille (Adèle Galloy), accompagnée de son fils Thomas qui désire retourner au Cinématographe. Alice propose à Thomas de l’emmener parce que c’est son père qui a installé le cinéma et qu’elle n’a pas besoin de faire la queue.
Quand l’esprit lui revient, Alice a oublié qu’elle devait remplacer sa mère malade au stand de madame de Tancarville. Odette, admirative, lui dit qu’elle a de la chance. Alice lui propose donc de la remplacer pendant qu’elle emmène Thomas au Cinématographe.
Dans la salle cinématographique, en pleine projection du film L'Arrivée d'un train en gare de La Ciotat des frères Lumière, dont les spectateurs s’effraient par l'arrivée du train, Rose et Thomas s’amusent. À côté d’eux, Alice retrouve son fiancé Julien (Théo Fernandez). Ils s’embrassent et quittent la salle. Rose et Thomas y restent.

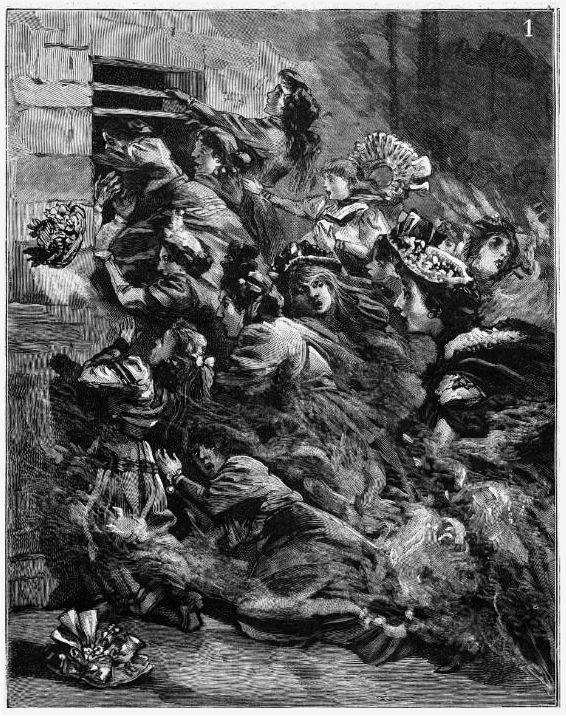
Fuite par la lucarne de l'Hôtel du Palais.

Adrienne de Lenverpré est rentrée dans le Bazar. Très secouée, elle attend avec impatience quelqu’un. Alice la voit et l’appelle : c’est sa tante. Malgré son malaise, Adrienne ne reste pas longtemps dans sa conversation. Elle va dehors et marche dans la rue, pleine de monde. Elle est appelée par un cocher et rentre dans le véhicule, où se trouve son amant Hugues Chaville (François-David Cardonnel), journaliste au quotidien La Chouette. Elle lui explique ce qui s’est passé avec son mari.
Dans la salle du cinéma, tout le monde rit de bon cœur devant le film L'Arroseur arrosé. Soudain, derrière elle, Rose voit le feu venant de la lampe de projection avant que celle-ci n’explose. Alice et Julien, comme tout le monde hors de la salle, l’ont entendu : ils regardent autour d’eux et aperçoivent le flash de la photographie.
Ceux de la salle du cinéma ont été informés de l'accident et sont déjà évacués dans le calme. Malgré les efforts des valets et des grooms, le rideau prend feu, enflamme les boiseries, puis se propage au velum goudronné qui sert de plafond au Bazar.
Rose parvient à mettre Thomas dehors à l'abri, avant de regagner le bazar pour aller chercher Alice et Odette.
Les hommes, dont Julien, paniqués, ne cherchent qu'à sauver leur propre peau au lieu d'aider les dames prises au piège. Odette est poussée par les hommes et tombe par terre. Les hommes et les femmes, paniqués, ne regardent pas où ils mettent les pieds donc piétinent Odette.
Les pompiers, aidés de valets et d'ouvriers, parviennent à sauver quelques victimes de l'incendie alors qu'Alice, Rose et Odette sont séparées par les flammes…
De son côté, Adrienne découvre le brasier et se rend compte qu’elle aurait pu y compter parmi les victimes...

## Distribution

Distribution principale.
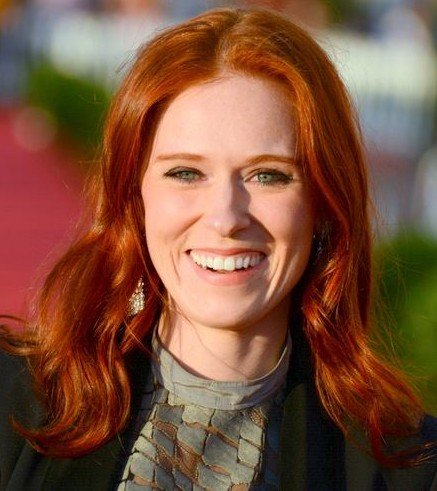
Audrey Fleurot
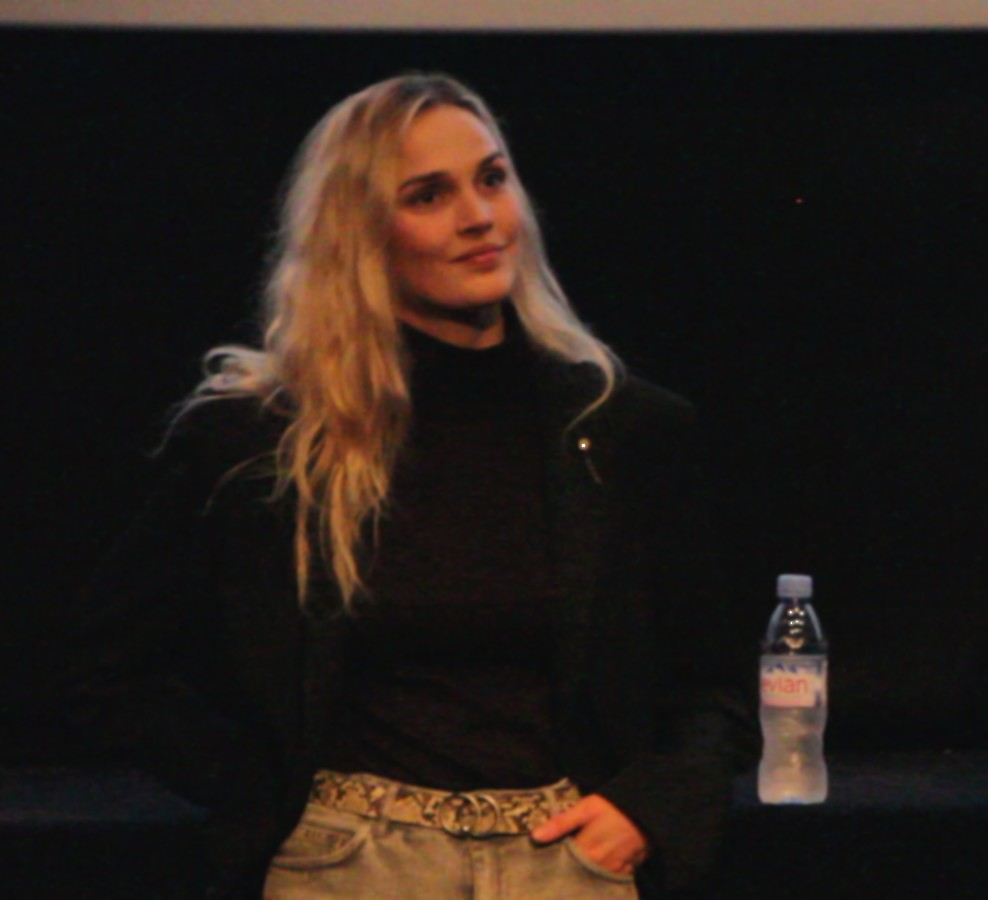
Camille Lou
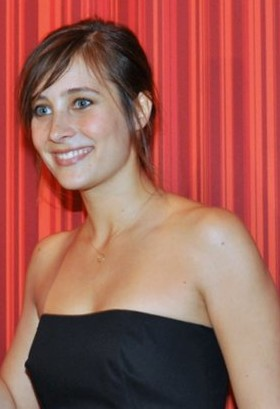
Julie de Bona
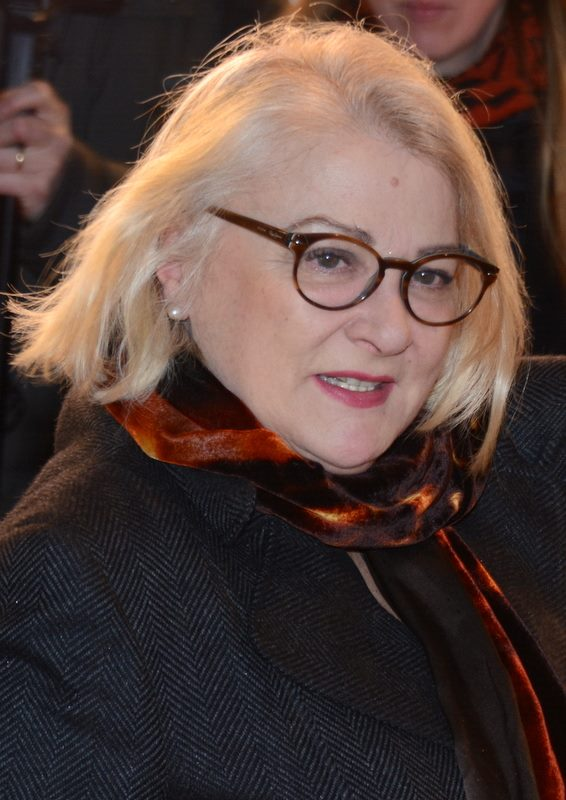
Josiane Balasko
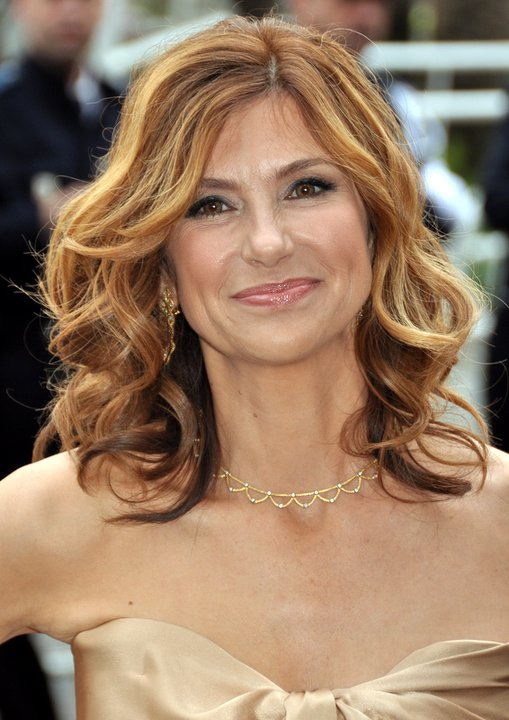
Florence Pernel
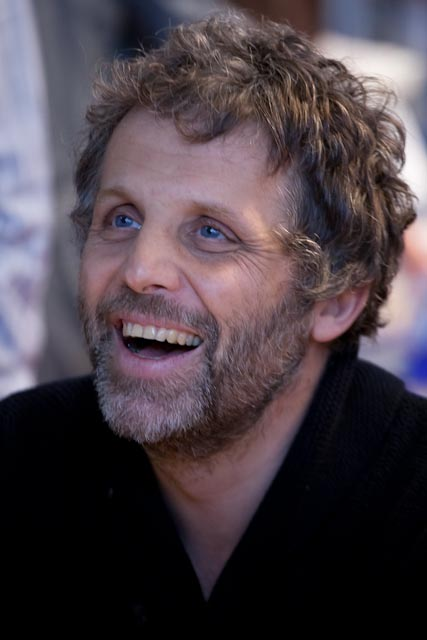
Stéphane Guillon
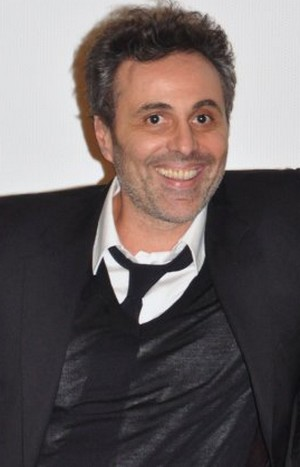
Gilbert Melki

### Acteurs principaux
- Audrey Fleurot : Adrienne de Lenverpré
- Julie de Bona : Rose Rivière
- Camille Lou : Alice de Jeansin
- Gilbert Melki : Marc-Antoine de Lenverpré
- Josiane Balasko : Madame Huchon
- Florence Pernel : Mathilde de Jeansin
- Antoine Duléry : Auguste de Jeansin
- Théo Fernandez : Julien de la Ferté
- Victor Meutelet : Victor Minville
- François-David Cardonnel : Hugues Chaville
- Stéphane Guillon : Célestin Hennion
- Aurélien Wiik : Jean Rivière
- Gilles Cohen : le préfet Leblanc
- Sylvain Dieuaide : Pierre-Henri de la Trémoille

### Acteurs récurrents
- Nicky Marbot : Félicien Janvier
- Laurent Claret : le majordome des Huchon
- Guillaume Briat : Bouchard
- Rose de Kervenoaël : Camille de Lenverpré
- Sacha Pinault : Léo
- Adrien Guionnet : Thomas de la Trémoille
- Christine Paolini : la gouvernante des Lenverpré
- Julien Drion : Octave Janvier
- Adèle Galloy : Odette de la Trémoille
- Swan de Marsan : le médecin d’Alice
- Michel Vivier : le cuisinier des Vaudier
- Lisa Livane : Mme la Ferrière
- José Fumanal : le majordome de Jeansin Alfred
- Flora Thomas : la bonne des Duplessis
- Ivan Heidsieck : le valet du Cinématographe
- Marc de Panda : Henri, le valet de renseignement
- Pierre Gommé : Gamin plus âgé

## Production

### Genèse
Le projet de cette série aura mis quatre ans pour voir le jour. En mars 2019, la chaîne TF1 et la plateforme Netflix signent un accord, en tant que coproductrice avec la société de production Quad Télévision : cette société américaine distribuera la mini-série dans 190 pays. Le budget de cette série s'est élevé à 17 millions d'euros.

### Concept
Si le point de départ est un fait divers historique, l'incendie du Bazar de la Charité, à Paris, en 1897, l'histoire se concentre surtout sur la condition des femmes à la fin du XIXe siècle, avec une résonance avec l'époque actuelle, à travers le destin de trois femmes : une bourgeoise (jouée par Audrey Fleurot) sous le joug d'un mari qu'elle n'aime pas, sa nièce (Camille Lou) obligée d'épouser un homme pour sauver financièrement sa famille et, enfin, sa bonne qui doit partir vivre à New York avec son mari.
Pour renforcer le propos contemporain, la langue utilisée est moderne, même si les acteurs jouent en costume d'époque. Audrey Fleurot, également actrice dans la série historique Un village français s'est dite surprise de ce choix mais l'estime « cohérent ».

### Tournage
Le tournage a eu lieu du 14 novembre 2018 au 19 avril 2019 en Île-de-France.
L'intérieur du Bazar de la Charité est reconstitué dans les studios de Bry-sur-Marne pour faire des flammes réelles de sept mètres, en ajoutant des plaques de plâtre pour résister à la chaleur : « Sur le plateau, les acteurs avaient chaud, ils vivaient vraiment les sensations. Je n’avais jamais construit un décor dans l’optique de le faire résister si longtemps aux flammes », raconte le chef décorateur Hervé Gallet. Tous acteurs, figurants et techniciens sont en sécurité grâce à la présence des pompiers sur place,. De plus, deux ventilateurs permettent de désenfumer le studio entre chaque prise, qui n'excède jamais les 33 secondes. Quant aux scènes d’incendie réalistes et spectaculaires, elles sont réalisées en effets spéciaux numériques au studio Les Versaillais, en postproduction, par Yves Domenjoud, un spécialiste,.

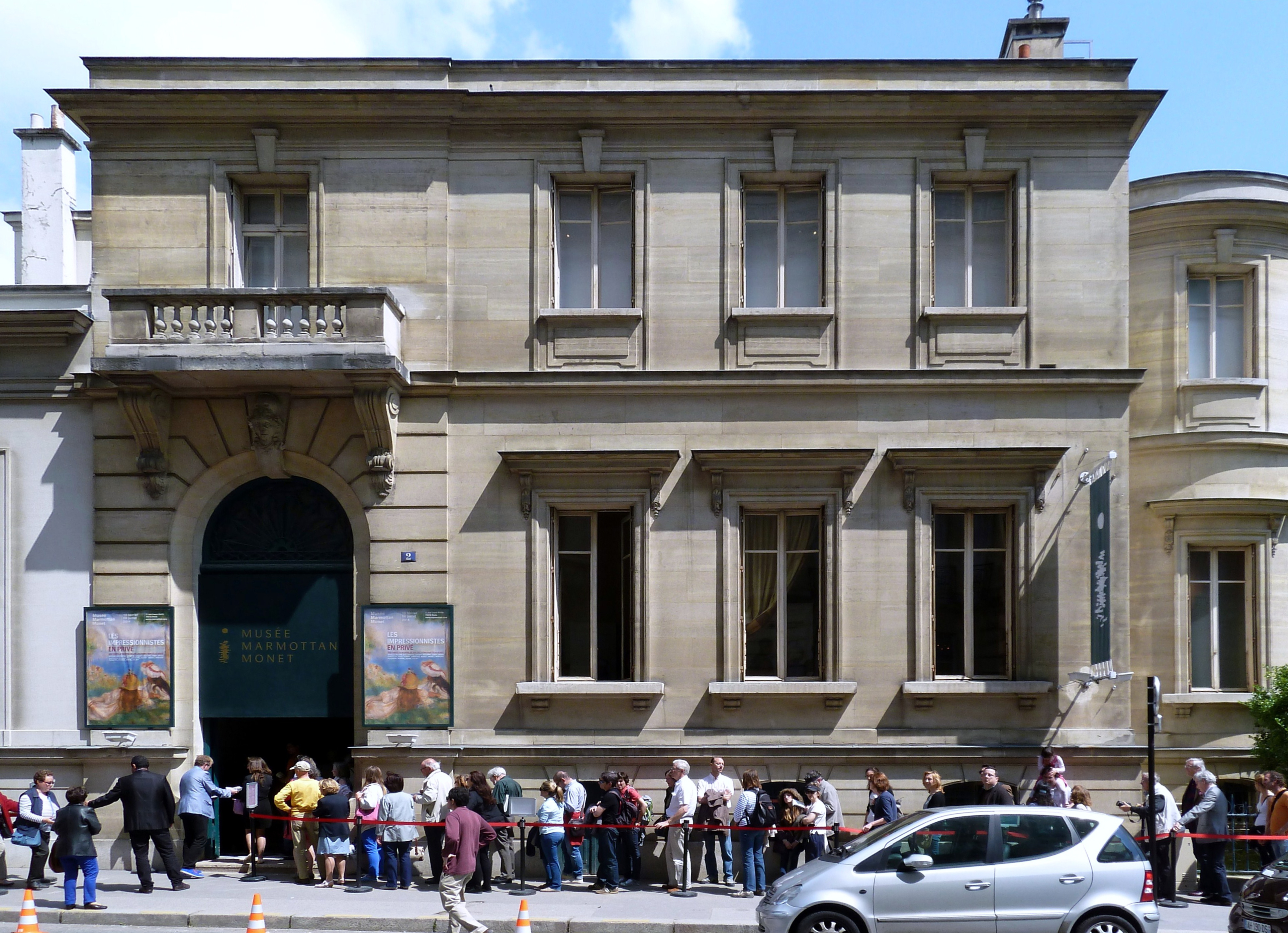
La façade du musée Marmottan Monet a servi comme décor du Bazar de la Charité.

Quant à l’extérieur, comme la rue Jean-Goujon dans le 8e arrondissement où se tenait le Bazar de la Charité « est compliquée à bloquer, il y a beaucoup de rues où l’on voit des voitures passer et les bâtiments sont trop modernes », précise le réalisateur Alexandre Laurent, il est tourné au devant du musée Marmottan Monet dans la rue Louis-Boilly du 16e arrondissement pendant une semaine. Le plus difficile, c’est effacer le mobilier urbain, ainsi que les marquages au sol qui sont recouverts par une « sorte de sable noir ». Pendant une semaine les équipes de tournage ont envahi cette rue pour tourner la scène la plus attendue et impressionnante de la saison. Deux étages d'un immeuble avoisinant étaient dédiés à l’habillage et aux costumes, le troisième était réservé, lui, au maquillage et à la coiffure. La préparation d’un figurant — ils étaient 3 000 au total — a nécessité entre 30 et 45 minutes ce qui montre la prouesse des équipes de Valérie Adda, responsable des costumes.
L’équipe a tourné dans un hôtel d’Évecquemont dans les Yvelines pour servir de décor de la gentilhommière des Jeansin, ainsi qu’au Château de Voisins à Saint-Hilarion pour les scènes intérieures et au parc Monceau dans l’avenue Vélasquez pour les plans extérieurs de la demeure de la famille Lenverpré et au château du Saussay à Ballancourt-sur-Essonne pour Madame Huchon (Josiane Balasko).

### Musique
La bande originale du Bazar de la Charité est composée par François Liétout,,.

### Fiche technique
Sauf indication contraire, les informations mentionnées dans cette section peuvent être confirmées par la base de données cinématographiques IMDb,  présente dans la section « Liens externes ».
- Titre original : Le Bazar de la Charité
- Titre international : The Bonfire of Destiny
- Réalisation : Alexandre Laurent
- Création : Catherine Ramberg
- Scénario : Catherine Ramberg et Karine Spreuzkouski
- Consultante scénario : Violaine Bellet
- Décors : Hervé Gallet
- Costumes : Valérie Adda
- Photographie : Jean-Philippe Gosselin
- Montage : Emmanuel Douce et Jean de Garrigues
- Musique : François Liétout
- Production : Iris Bucher
- Sociétés de production : Quad Télévision ; TF1 Productions, Netflix, AT-Production, RTBF (coproduction)
- Sociétés de distribution : TF1 Diffusion (France) ; RTS Un (Suisse), RTBF (Belgique), Netflix (mondial)
- Pays d'origine :  France /  Belgique
- Langue originale : français
- Genre : historique
- Durée : 8 × 52 minutes
- Dates de diffusion :
  - France : septembre 2019 (Festival de la fiction TV de La Rochelle) ; 18 novembre 2019 sur TF1
  - Suisse : 10 novembre 2019 sur RTS Un
  - Belgique : 14 novembre 2019 sur La Une

## Accueil

### Audience
En France
| Épisode | Jour de diffusion | Audience moyenne          | Audience moyenne | Audience moyenne                | Audience moyenne | Réf.   |
| Épisode | Jour de diffusion | Nombre de téléspectateurs | PDM              | Nombre de téléspectateurs (J+7) | PDM (J+7)        | Réf.   |
| ------- | ----------------- | ------------------------- | ---------------- | ------------------------------- | ---------------- | ------ |
| 1       | 18 novembre 2019  | 7 110 000                 | 29,8 %           | 8 500 000                       | 32 %             | ,      |
| 2       | 18 novembre 2019  | 6 500 000                 | 32,2 %           | 7 930 000                       | 35 %             | ,      |
| 3       | 25 novembre 2019  | 6 600 000                 | 27 %             |                                 |                  | [ 21 ] |
| 4       | 25 novembre 2019  | 5 950 000                 | 29,2 %           |                                 |                  | [ 21 ] |
| 5       | 2 décembre 2019   | 6 603 000                 | 26.4%            |                                 |                  | [ 22 ] |
| 6       | 2 décembre 2019   | 5 940 000                 | 29.4%            |                                 |                  | [ 22 ] |
| 7       | 9 décembre 2019   | 6 935 000                 | 27.7%            |                                 |                  | [ 23 ] |
| 8       | 9 décembre 2019   | 6 400 000                 | 30.4%            |                                 |                  | [ 23 ] |

### Critique
Amandine Bourgoin du Paris Match voit cette série en « une fresque historique minutieuse qui a particulièrement soigné ses reconstitutions et qui gâte le spectateur avec des décors et des costumes magnifiques. La réalisation est raffinée et culmine lors de la fameuse scène de l'incendie du premier épisode. Les longues minutes d'effroi et d'angoisse vécues par les personnages pris au piège sont très réalistes », de même que Martine Delahaye du Monde prévenant que la série : « ne pourra que charmer les amateurs de récits dramatiques en costumes ; quelques anachronismes ou facilités n’empêchent nullement de goûter la tension, le rythme – passé le premier épisode, la qualité d’écriture et d’interprétation de cette série ». Quant à Constance Jamet du Figaro qui la traduit par « un drame féministe qui ose le romanesque et révèle le talent de Camille Lou ».
En revanche, Aude Dassonville, dans Télérama, trouve que « le premier épisode laisse un peu dubitatif : fallait-il à ce point se passer d’ellipses, et faire durer le sinistre aussi complaisamment ? Tout occupé à nouer serré les ficelles à venir, le second épisode laisse en revanche entrevoir quelques suspenses et mystères qu’on aura sans doute plaisir à percer… si le pathos ne l’emporte pas sur l’efficacité narrative ».

## Distinction
Le 10 février 2020, lors de la cérémonie des Lauriers de l'audiovisuel, Le Bazar de la Charité remporte le laurier Séries.

## Erreurs historiques et incohérences
- Dans le premier épisode, lorsque Jean Rivière (Aurélien Wiik) donne à sa femme Rose (Julie de Bona) leurs billets de bateau pour New York, il lui précise que leur départ est "dans une semaine", alors que les billets ont pour date le Vendredi 5 Novembre 1897. La série se déroulant au printemps 1897, et l'incendie réel du Bazar de la Charité ayant eu lieu le 4 Mai 1897, la date inscrite sur les billets est incohérente avec la chronologie de la série.
- Tout au long de la série, il est dit que les seules victimes de l'incendie sont "des femmes de la haute société et leurs bonnes", mais qu'aucun homme ne se trouvait parmi les morts. S'il y a en effet une sur-representation des femmes parmi les victimes, on compte en réalité 7 hommes sur les 125 décès dus à l'incendie du bazar[29]. Le taux de morts masculins est égal à 5,6% du nombre total des victimes, ce qui correspond en réalité au pourcentage d'hommes prenant part à la manifestation. La charité étant en effet une vertu "féminine" (où les ordres de bonnes sœurs tenaient également un rôle particulièrement développé), les hommes présents étaient en très grande majorité les organisateurs, et non les hommes de la haute bourgeoisie comme il est coutume de le lire dans les journaux. Cette surmortalité féminine a donc pour origine leur présence très surnuméraire, mais aussi le caractère très inflammable de leurs tenues, les robes et grands chapeaux étant teints avec des produits chimiques, dont certains à base de pétrole. Ces mêmes teintures étaient utilisées pour colorer les rideaux présents au Bazar, dont la grande tenture couvrant le plafond de bois peu esthétique.
- La scène de l'incendie du bazar se déroule, dans la série, après 19h15 (le rendez-vous d'Adrienne de Lenverpré avec son amant Hughes Chaville étant prévu à cette heure), et donc de nuit. Or, le véritable incendie s'est déroulé entre 16h15 (inflammation du cinématographe) et un peu plus de 16h30, la structure en bois ayant complètement brûlé en une vingtaine de minutes[30].
- L'article journalistique "Qu'ont fait les hommes" est attribué au personnage de Hugues Chaville. Cet article existe bel et bien, mais a été écrit le 14 mai 1897 par la journaliste libertaire Séverine[31].